# Grzyby sekotioidalne

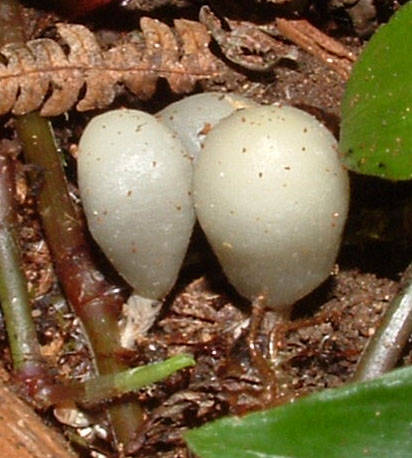
Sekotioidalny owocnik Weraroa novae zelandiae

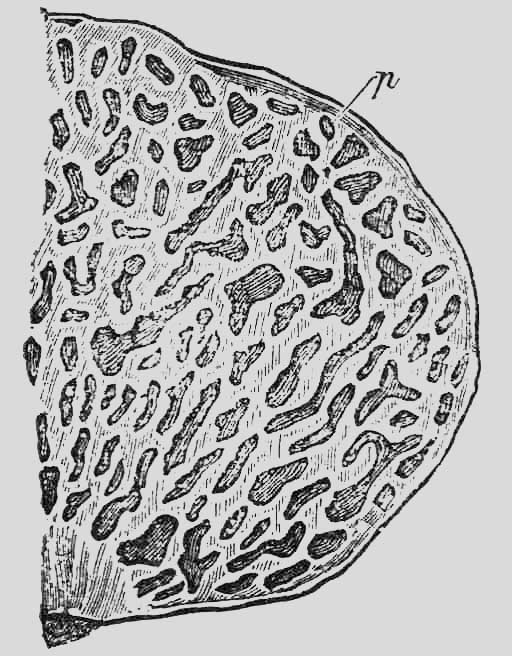
Owocnik Hymenogaster tener

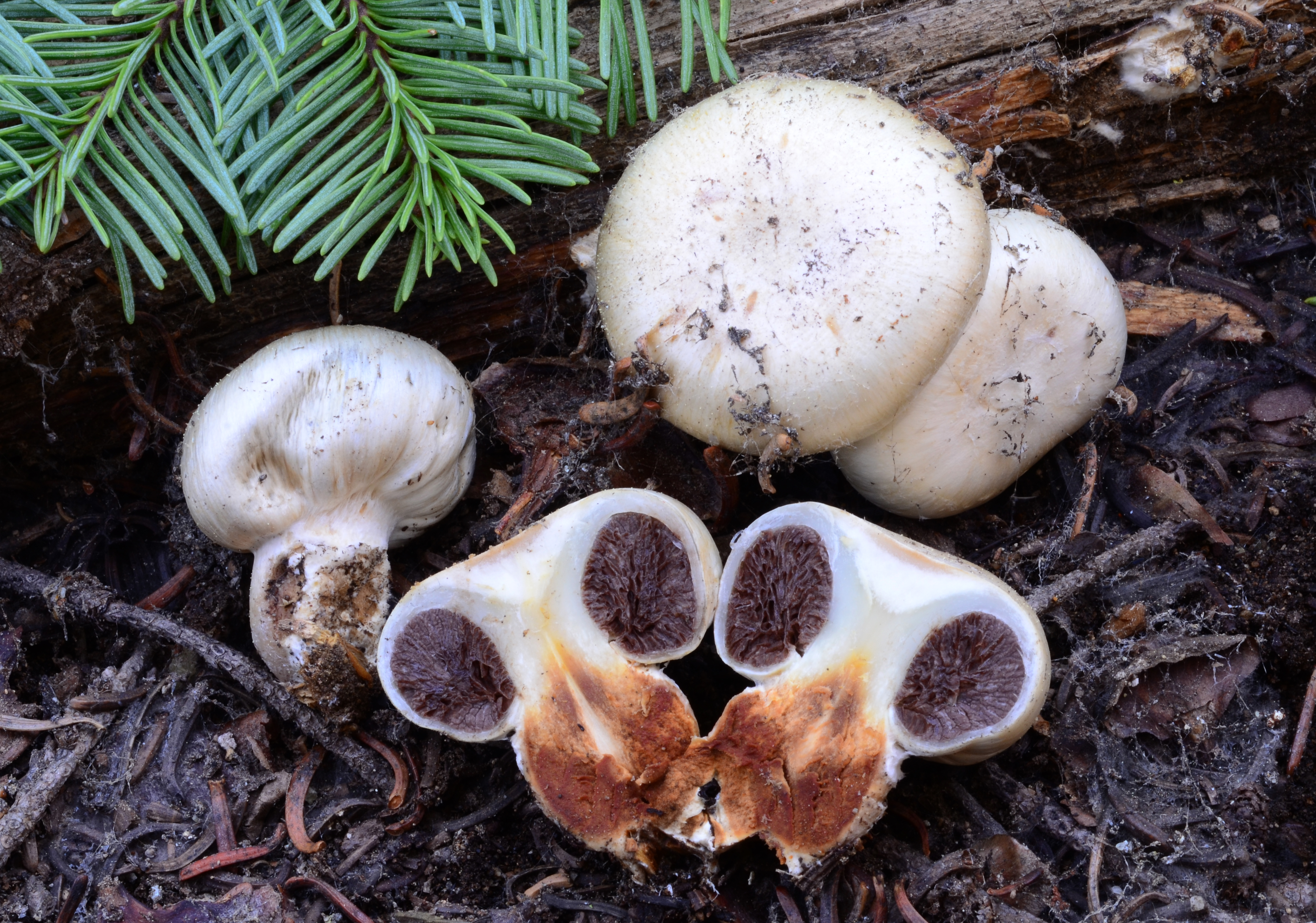
Owocniki Pholiota nubigena

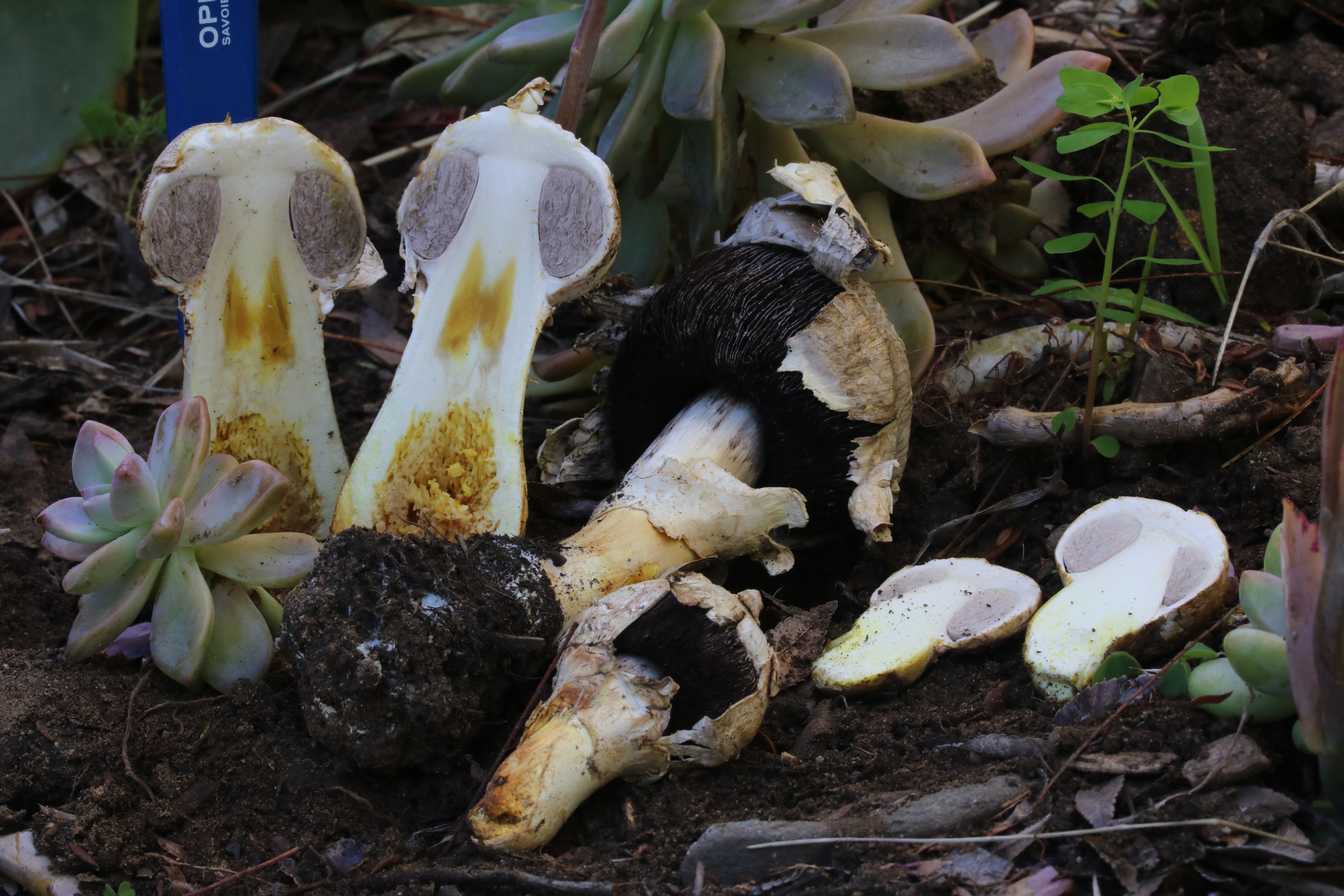
Agaricus deserticola

Grzyby sekotioidalne (ang. secotioid fungi, secotioid) – grzyby wytwarzające owocniki o budowie pośredniej między Hymenomycetes o owocnikach otwartych a wnętrzniakami (grzybami gasteroidalnymi) o owocnikach zamkniętych. Są to grzyby, u których rozpoczął się ewolucyjny proces przekształcania się owocników w formę zamkniętą, ale nie dobiegł końca. Grzybom sekotioidalnym często brakuje pionowej, geotropikalnej orientacji hymenoforu, potrzebnej do rozproszenia zarodników przez wiatr, ich bazydiospory nie są wypychane siłą (nie są balistosporami) lub mają inne morfologiczne cechy uniemożliwiające wydostawanie się zarodników (np. ich blaszki jak u twardziaka tygrysiego Lentinus tigrinus są stale zamknięte).

## Taksonomia
Nazwa "grzyby sekotioidalne" pochodzi od utworzonego w 1840 r. przez Gustava Kunze rodzaju Secotium, do którego wówczas należał jeden gatunek S. gueinzii. W kolejnych latach do tego rodzaju dodano liczne gatunki sekotioidalne, w tym te, które zgodnie ze współczesną taksonomią należą do innych rodzajów lub rodzin. Grzyby sekotioidalne nie są taksonem, są bowiem polifiletyczne i należą do różnych taksonów.
Dawniej grzyby o owocnikach otwartych (grzyby blaszkowe i grzyby borowikipodobne) były klasyfikowane zupełnie oddzielnie od wnętrzniaków, takich jak Tuber (trufle) i Lycoperdon (purchawki). Jednak pomimo pozornie bardzo dużej różnicy w ich budowie ostatnie badania mykologiczne, zarówno na poziomie mikroskopowym, jak i molekularnym, wykazały, że czasami gatunki grzybów o owocnikach otwartych są znacznie bliżej spokrewnione z konkretnymi wnętrzniakami, niż ze sobą nawzajem. Na przykład wykazano, że rodzaj wnętrzniaków Hymenogaster (podziemniczek) jest blisko spokrewniony z rodzajem grzyba blaszkowego Hebeloma (włośnianka), który wcześniej zaliczano do rodziny zasłonakowatych lub pierścieniakowatych. Zostało to stwierdzone za pomocą analizy DNA, a także wykazane w skali mikroskopowej przez podobieństwo zarodników i podstawek. Zgodnie z obecnym systemem klasyfikacji rodzaj Hebeloma należy obecnie do rodziny Hymenogastraceae i jest uważany za bliżej spokrewnionego z Hymenogaster niż na przykład z grzybami blaszkowymi z rodzaju Cortinarius (zasłonak).

## Cechy charakterystyczne
Grzyby sekotioidalne nie wyrzucają swoich zarodników siłą z podstawki; ich zarodniki są statismosporami. Podobnie jak u wnętrzniaków ich zarodniki roznoszone są przez zwierzęta, takie jak gryzonie lub owady. Istnieje spektrum gatunków sekotioidalnych – od formy otwartej do formy zamkniętej. Wyróżnia się następujące ich formy:
- mogą mieć trzon lub tylko jego pozostałość w postaci niepłodnej kolumny,
- jeśli mają trzon, krawędź kapelusza może się od niego oddzielać (częściowo otwierając się) lub nie,
- mogą być rozpoznawalne blaszki (choć zwykle zorientowane we wszystkich kierunkach i bardzo zawiłe),
- płodne wnętrze może być jednolite jak gleba grzybów gasteroidalnych, a owocnik ze strzępkami zarodnikowymi może znajdować się nad ziemią, pod ziemią lub być częściowo zagrzebany[4].

## Przykłady
- Bardzo liczny w gatunki rodzaj Cortinarius to głównie grzyby blaszkowe, ale należy do niego również kilka gatunków sekotioidalnych, takich jak C. leucocephalus, C. coneae i C. cartilagineus[4].
- Gastroboletus to rodzaj grzybów sekotioidalnych, w którym owocniki mogą się otwierać lub nie, ale zawsze nie są ustawione pionowo, jak w prawdziwych grzybach borowikopodobnych[4].
- Agaricus deserticola to sekotioidalny gatunek należący do rodzaju Agaricus (pieczarka). Są to głównie grzyby blaszkowe. Dawniej gatunek ten był zaliczany do rodzaju Secotium. Podobnie, Agaricus inapertus był wcześniej znany jako Endoptychum depressum, dopóki analiza molekularna nie wykazała, że jest ściśle powiązany z pieczarkami[8].
- Pholiota nubigena to gatunek sekotioidalny, który pierwotnie został przypisany do rodzaju Secotium, później do bardziej specyficznego rodzaju sekotioidalnego Nivatogastrium, ale w rzeczywistości jest blisko spokrewniony z Pholiota squarrosa (łuskwiak nastroszony) i został przeniesiony do samego rodzaju Pholiota (łuskwiak), chociaż ten ostatni składa się głównie z grzybów kapeluszowych[9].